# جیووانی مارتینا
جیووانی مارتینا (انگلیسی: Giovanni Martina؛ زادهٔ ۲۰ ژانویهٔ ۱۹۸۷) بازیکن فوتبال اهل ایتالیا است.